# 杨一虎
杨一虎（1991年9月16日—），是中国足球运动员，目前效力于中超联赛球队梅州客家。

## 俱乐部生涯

### 早期经历
杨一虎出生于广东省汕尾市陆丰县，很小就随父母移居深圳，之后在广州沙湾亿达足球学校踢球，并凭借其出色表现进入广州医药三队。

### 广州恒大
2009年，杨一虎被提升到广州医药一线队并报名参加中超联赛，但由于受到中国足协的年龄限制、国青队集训以及教练用人的影响，整个赛季没有为球队出场比赛。2010年4月3日，他在主场3比1击败北京理工大学的中甲联赛中替补冯俊彦出场，完成在广州队的首秀。在广州恒大队夺冠的2010赛季，杨一虎在中甲联赛总共获得4次出场机会，其中在5月29日替补出场，主罚角球助攻前锋比奇打进球队的第二个进球，广州队最终2比1击败广东日之泉，积分首次升至联赛第一位。
杨一虎被视为是球队的希望之星，但在2011年春节假期在香港举行的2011年亞洲超級球會挑戰盃中，他的表现低迷，错过了数次破门机会。之后由于广州恒大队引进了数名实力较强的攻击型内外援，杨一虎仅数次出现在替补名单中，大部分时间都在预备队。2011年8月3日，杨一虎在广州恒大1比7不敌皇家马德里的友谊赛中为广州队打进唯一的进球。8月21日，他在广州恒大客场1比1战平河南建业的比赛中替补杨昊出场，第一次在中超联赛亮相。在2011赛季中，杨一虎仅在联赛出场一次，但他在预备队联赛中打进11球，是广州队在预备队联赛的头号射手，个人位列射手榜第四位。

### 贵州人和/北京人和
2012年1月5日，中超球队貴州人和和广州恒大达成协议，杨一虎以100万元的价格转会加盟。 3月10日，他在2012赛季中超联赛揭幕战贵州人和主场2比1击败山东鲁能泰山的比赛中替补登场，首次代表贵州在正式比赛中出场。6月17日，杨一虎在贵州人和主场对阵杭州绿城的比赛中射进职业生涯的首个联赛进球。他在这场比赛中梅开二度，帮助球队5比0击败对手。 在2012赛季，杨一虎在联赛出场16次，射进2球，跟随贵州人和获得联赛第四名，并取得2013年亚足联冠军联赛的参赛资格。
2016年9月29日，杨一虎在深圳罗湖涉嫌醉酒驾驶，被警方刑事拘留，此后他缺席当赛季余下比赛。在球队失去位置后，杨一虎于2018年被租借到中乙球队黑龙江火山鸣泉，并于2020年自由转会中甲球队梅州客家。

## 国家队生涯
2009年6月，杨一虎入选由宿茂臻执教的中国国青队并担任主力球员。他在亚青赛预赛表现出色，5场比赛打进7个进球，帮助中国国青队晋级正选赛。2010年10月，杨一虎代表国青队参加在山东淄博展开的2010年亚洲U19青年足球锦标赛，但国青队在八强战中不敌朝鲜，无缘世青赛。
2012年4月，杨一虎首次入选中国U22国家队，并在5月9日2比2战平马拉维的友谊赛中首次为U22国家队出场。6月10日，杨一虎在代表U22国家队出场的第二场比赛即取得进球，帮助中国队1比0击败马来西亚U22国家队。 6月23日，杨一虎在2013年亞足聯U22錦標賽資格賽第一场比赛再次进球，中国队2比0击败东道主老挝U22取得开门红。 但他因伤错过了资格赛后面几场的比赛。

## 轶事
杨一虎在亿达足球学校踢球时，曾经和学校校长赵达裕一起在广东电视台制作的电视剧《外来媳妇本地郎》中“真假赵达裕”一集客串出演。